# Блуменфельд, Станислав Михайлович
Блуменфельд Станислав Михайлович, рождение: 1850, Киевская губерния, имение «Верхнячка». Захоронен в Киеве на Байковом римско-католическом кладбище 8 февраля 1898 году.
Дети: Ян Блуменфельд, Нина(Янина) Блуменфельд.
Происходил из дворянской семьи: мать Мария Сигизмундовна Шимановская(девичья фамилия), её родной брат- Король Сигизмунд Шимановский, музыкант. Отец- Михаил Францевич Блуменфельд. Дедушка отца- Франц Блуменфельд — австрийский подданный, архитектор построивший большое количество зданий в Юго- Восточной части Украины.
Братья и сёстры Станислава: Сигизмунд, Феликс, Иосиф, Жанна, Мария, Марта(Ольга).
Все дети учились у пианиста-педагога Нейгауза Густава Вильгельмовича(1846—1937 г): -Нейгауз Г. В.родился в Германии, окончил Кёльнскую консерваторию, жил в Украине, в 1874 г женился на Ольге Михайловне Блуменфельд, вместе они создали и основали музыкальную школу в Елизаветграде. Их дети: Станислав и Андриан Генрихович Нейгаузы.
Обучался Елизаветграде и потом в Одессе у известного профессора Тереско. Станислав Михайлович закончил своё музыкальное образование в С- Петербургской консерватории. В 1877 году женился и посвятил себя не только музыке но и сельскохозяйственной деятельности; но наступил в 80-е годы экономический кризис и вскоре он покинул родные поля. В 1882 году благодаря содействия П. И. Чайковского назначен был преподавателем фортепианной игры в Киевском институте благородных девиц. Прослужил там 12 лет.
В 1893 году учредил музыкальную школу и через год — первые в Юго-западном крае классы драматического искусства, а в 1897 году открыл специальный оперный класс.
Обладал крупным музыкальным талантом, все свои силы и время посвятил школе и преподаванию. Был самый популярный человек в Киеве. Почтила его прах многочисленная публика, артисты драматического театра, все представители Киевского музыкального общества, члены литературно- артистического кружка, ученики свыше 200 человек и ученицы музыкальных школ и драматических классов.
На могилу было возложено более 15 венков: от Киевского отделения музыкального общества, Киевского литературно-артистического кружка, муз.школы г. Тутковского, преподавателей и учеников школы Блуменфельда. Гг. Дуван, Яровский и Яновский произнесли речь над гробом С. М. Блуменфельда.